# USS Jade
El USS Jade (PY-17) fue un yate en comisión en la Armada de los Estados Unidos como yate de patrulla desde 1940 hasta 1945, durante la Segunda Guerra Mundial. El buque fue construido como el yate Athero II para Jesse Livermore en 1926, luego vendido a Eldridge R. Johnson para ser rebautizado como Caroline hasta que fue reemplazado por un buque mucho más grande, también llamado Caroline, en 1931. El yate más pequeño fue vendido a Joseph M. Schenck de Los Ángeles y Nueva York, brevemente, antes de ser vendido a John R. Brinkley, de Del Río, Texas, y rebautizado como Doctor Brinkley. En 1940, la Armada de los Estados Unidos lo compró y lo rebautizó Jade, en honor al mineral ornamental jade; es el único buque de la Armada que llevó este nombre.

## Hundimiento
El buque, tras ser transferido de EE. UU. a Ecuador y luego devuelto, fue rebautizado como Santa María, volcó y se hundió al noreste de Guam el 24 de noviembre de 1948.